# Благой Симеонов
Благой Симеонов е български и югославски футболист. Капитан на отбора на Македония (Скопие) по време на Втората световна война. Брат е на футболиста Кирил Симеонов – Джино.

## Кариера
Роден е през 1917 година в Скопие, тогава анексиран от Царство България. Играе за тима на Граджански (Скопие) между 1935 и 1941 г. Тимът участва в първенството на Югославия през сезоните 1935/36 и 1938/39 и достига 1/4-финалите в първото си участие. Симеонов изиграва 2 срещи през този сезон. През сезон 1938/39 е твърд титуляр
и играе във всички 22 мача от първенството. Граджански доминира в шампионата на Скопие и го печели през 1936, 1937 и 1938 г. Освен това Граджански участва в Белградската асоциация между 1939 и 1941 г.
През 1941 г. става част от Македония (Скопие), участващ в шампионата на България. Македония достига до финалите на първенството през 1942 г., където губи от Левски. Симеонов е лидер на отбора и става национал на България – записва единствения си мач за „лъвовете“ на 19 юли 1942 г. срещу Германия. Налага се като един от най-добрите играчи в страната на своя пост. По това време е и кореспондент на вестник „Спорт“, като подготвя материали и репортажи за мачовете на „Македония“. Симеонов има и 1 приятелски мач за Левски (София). Играе за тима до 1946 г., включително и при гостуванията на Македония на Спортист (София) и Левски същата година.
През сезон 1946/47 под името Благое Симонович изиграва 1 двубой за Металац (Белград) в югославската Първа лига.
След края на кариерата си е директор на банка „Македония“, участва и в управлението на град Скопие.